# Jaclyn Smith
Jaclyn Smith, all'anagrafe  Jacquelyn Ellen Smith (Houston, 26 ottobre 1945), è un'attrice e imprenditrice statunitense.

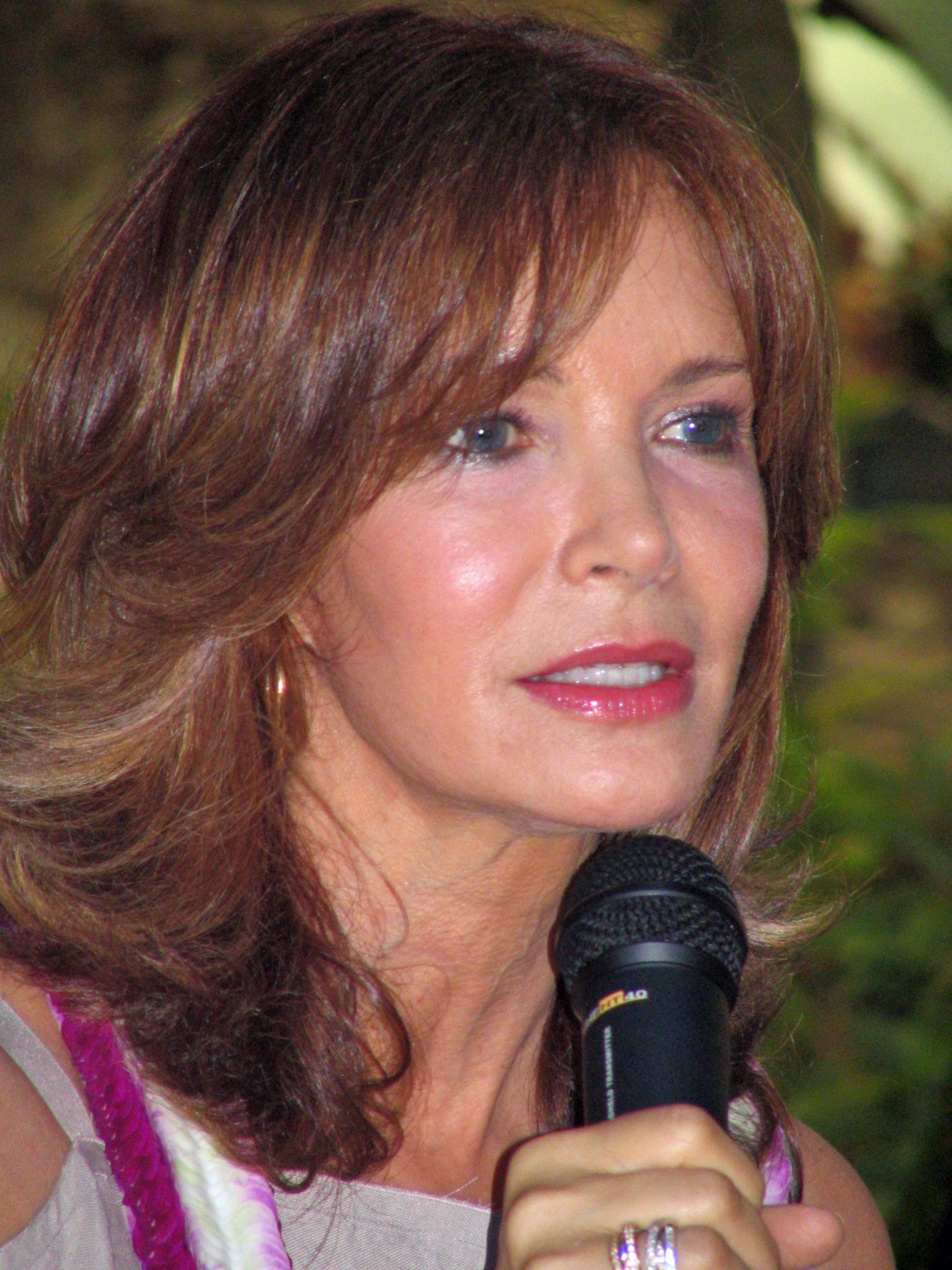
Jaclyn Smith nel giugno 2006

Attiva prevalentemente in televisione, è nota soprattutto per il ruolo di Kelly Garrett nella serie televisiva Charlie's Angels, interpretato dal 1976 al 1981.

## Biografia
Jacquelyn Ellen Smith è nata a Houston, Texas, figlia di Jack Smith, un dentista, e Margaret Ellen Hartsfield. Dopo il college, si trasferì a New York con l'obiettivo di diventare ballerina, ma ben presto iniziò a lavorare come modella in spot televisivi e sulle riviste (fu anche testimonial per Wella, come le sue future colleghe Farrah Fawcett e Cheryl Ladd) e le sue aspirazioni si spostarono nel campo della recitazione. Cominciò quindi a ottenere piccole parti in diversi telefilm (La famiglia Partridge, A tutte le auto della polizia, Switch, Disneyland) e film per la televisione, finché nel 1975, all'età di 30 anni, fu scelta fra centinaia di candidate dai produttori Aaron Spelling e Leonard Goldberg per un nuovo telefilm in preparazione: Charlie's Angels.

### Charlie's Angels

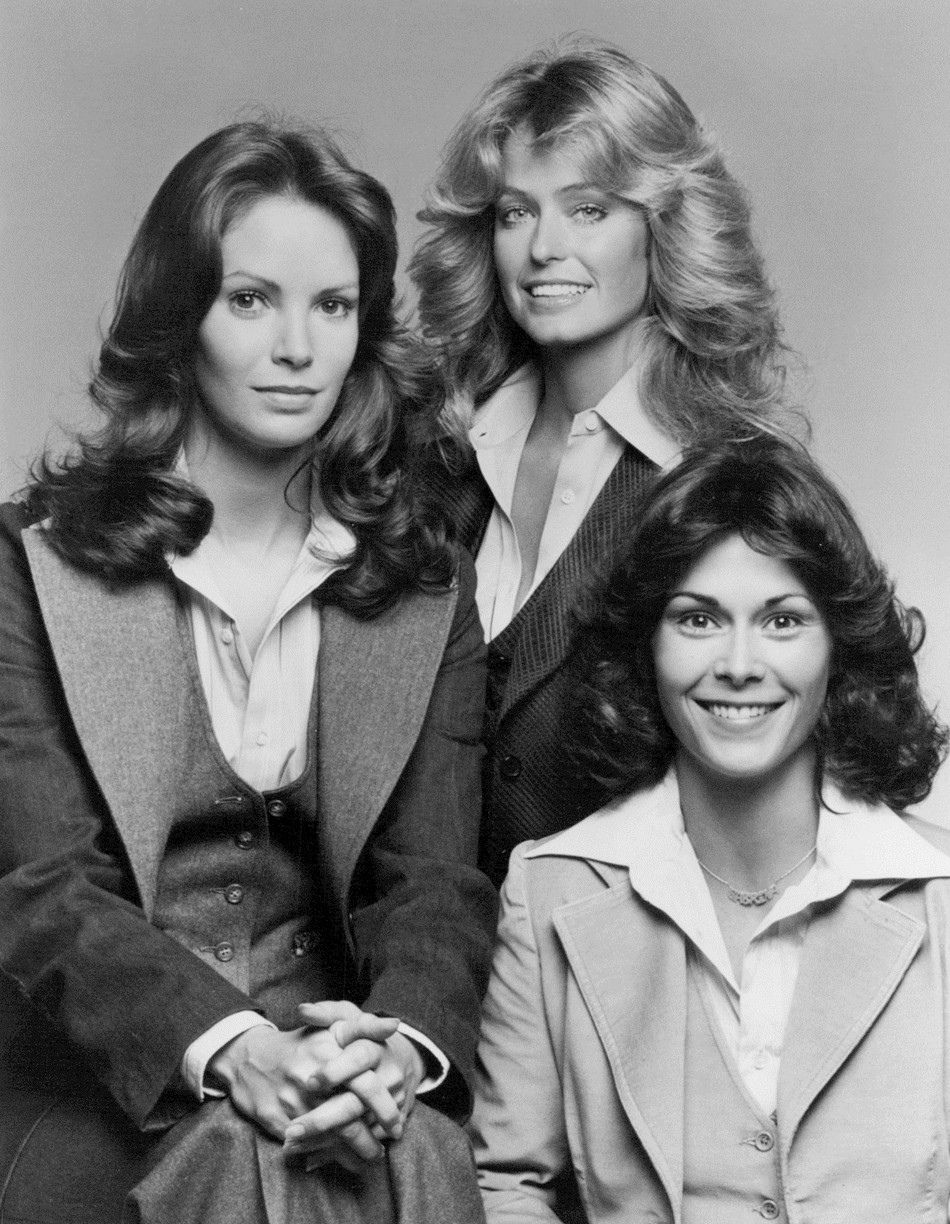
Jaclyn Smith con le colleghe Farrah Fawcett-Majors e Kate Jackson in una celebre foto pubblicitaria per Charlie's Angels (1976)

Il 21 marzo 1976 venne trasmesso l'episodio pilota di Charlie's Angels che riscosse molto gradimento, nonostante i dubbi dell'emittente ABC. La serie fu messa in lavorazione ed esordì ufficialmente qualche mese più tardi, il 22 settembre 1976. La trama prevedeva tre belle e dinamiche investigatrici private, gli "Angeli di Charlie" - Farrah Fawcett (all'epoca nota come Farrah Fawcett-Majors) nel ruolo di Jill, Kate Jackson come Sabrina e la Smith come Kelly - lavorare per l'agenzia investigativa del misterioso Charles Townsend (John Forsythe); quest'ultimo, soprannominato Charlie, non appariva mai (se non di spalle) e comunicava con le ragazze solo tramite un altoparlante; le tre investigatrici erano affiancate dall'assistente John Bosley (David Doyle) nel ruolo di spalla comica.
Il telefilm ebbe un grosso successo, non solo negli Stati Uniti ma anche all'estero, guadagnandosi anche una copertina di Time; in Italia arrivò nel 1979 e fu uno dei più popolari trasmessi dalle allora emergenti emittenti locali. La serie continuò per cinque stagioni, con alterne fortune e varie sostituzioni delle attrici protagoniste, quando un progressivo calo degli ascolti delle ultime stagioni ne decretò la conclusione definitiva nel 1981: la Smith fu l'unica attrice ad aver partecipato a tutti gli episodi. La celebrità raggiunta con il telefilm le permise di proseguire la carriera di attrice televisiva in produzioni che ebbero grande successo negli anni 80 e che la resero uno dei volti più amati della televisione americana di quel periodo, facendole guadagnare dalla stampa l'appellativo di Regina delle miniserie.

### Carriera successiva
Nel frattempo, nel 1980 Jaclyn Smith aveva interpretato accanto a Robert Mitchum il thriller Nightkill, che avrebbe dovuto essere il suo lancio sul grande schermo; l'uscita al cinema venne però annullata e il film trasmesso direttamente in TV. Dopo di allora, l'attrice si dedicherà soprattutto alle produzioni televisive, eccetto sporadiche eccezioni.
Nel 1981, terminata l'esperienza di Charlie's Angels, la Smith venne scelta per recitare come protagonista nella miniserie televisiva Jacqueline Bouvier Kennedy: la sua interpretazione della moglie di John F. Kennedy fu molto apprezzata e le fece ottenere una nomination ai Golden Globe. Nel 1983 è protagonista della miniserie televisiva La rabbia degli angeli, basata sul romanzo di Sidney Sheldon, e del suo seguito del 1986, La rabbia degli angeli - La storia continua. Nel film del 1985 Déjà Vu - Amore e morte è stata diretta da Tony Richmond, all'epoca suo marito. Nel 1989 è comparsa nel film televisivo La resa dei conti, e ottiene il ruolo di protagonista della serie thriller Christine Cromwell, durata però solo una stagione; lo stesso anno ha ricevuto una stella sulla Hollywood Walk of Fame.
Altri film TV e miniserie in cui l'attrice ha recitato in quel periodo includono Identità bruciata (a fianco di Richard Chamberlain), George Washington, A casa di Babbo Natale, Florence Nightingale, Viaggio sentimentale, L'impossibile vendetta, Tra le braccia del killer e alcuni adattamenti dei romanzi di Danielle Steel, tra cui Album di famiglia. In quegli stessi anni viene scelta dalla Max Factor come testimonial dei suoi prodotti, comparendo così sulle riviste di tutto il mondo; la collaborazione con la casa di cosmetici la porterà nel 1989 a lanciare anche un profumo personalizzato, Jaclyn Smith's California.
Negli anni novanta ha interpretato soprattutto film per la televisione, oltre a iniziare un'attività di imprenditrice lanciando una collezione di abbigliamento e accessori per la catena di grandi magazzini Kmart che ha avuto molto successo negli Stati Uniti. Dagli anni 2000 torna a comparire in diverse serie televisive; dal 2002 al 2004, ha avuto il ruolo ricorrente di Vanessa Cavanaugh nella serie TV The District. Nel 2003 esce al cinema il film Charlie's Angels - Più che mai, omaggio al celebre telefilm, e la Smith, unica fra le protagoniste dell'epoca, vi appare con un breve cameo nel suo ruolo storico di Kelly Garrett. Nello stesso anno combatte contro un cancro al seno. Nel corso della cerimonia degli Emmy Awards del 2006 si riunisce alle sue ex-colleghe di Charlie's Angels Kate Jackson e Farrah Fawcett dopo trenta anni, per un tributo ad Aaron Spelling. Nel 2010, a 65 anni, è tornata a interpretare, dopo cinque anni di assenza, un ruolo per la NBC nella serie Law & Order - Unità vittime speciali; due anni dopo compare in due episodi del telefilm CSI - Scena del crimine, interpretando la madre del personaggio David Hodges.

## Filmografia

### Cinema
- La ragazza di Tony (Goodbye, Columbus), regia di Larry Peerce (1969)
- L'ultimo avventuriero (The Adventurers), regia di Lewis Gilbert (1969)
- Bootleggers, regia di Charles B. Pierce (1974)
- Nightkill, regia di Ted Post (1980)
- Déjà Vu - Amore e morte (Déjà Vu), regia di Anthony Richmond (1985)
- Freefall - Panico ad alta quota (Free Fall), regia di Mario Azzopardi (1999)
- Charlie's Angels - Più che mai (Charlie's Angels: Full Throttle), regia di McG (2003)
- 1 a Minute, regia di Namrata Singh Gujral (2010)
- Charlie's Angels, regia di Elizabeth Banks (2019)

### Televisione
- La famiglia Partridge (The Partridge Family) – serie TV, 1 episodio (1970)
- Probe, regia di Russ Mayberry – film TV (1972)
- Oh, Nurse!, regia di Bob Sweeney – film TV (1972)
- Uno sceriffo a New York (McCloud) – serie TV, 2 episodi (1973-1975)
- Fools, Females and Fun, regia di Lou Antonio – film TV (1974)
- Get Christie Love! – serie TV, 1 episodio (1975)
- Switch – serie TV, 3 episodi (1975)
- A tutte le auto della polizia (The Rookies) – serie TV, 1 episodio (1975)
- The Whiz Kid and the Carnival Caper, regia di Tom Leetch – film TV (1976)
- Disneyland – serie TV, 2 episodi (1976)
- Charlie's Angels – serie TV, 110 episodi (1976-1981)
- The San Pedro Beach Bums – serie TV, 1 episodio (1977)
- Love Boat (The Love Boat) – serie TV, 1 episodio (1977)
- Fuga da Bogen County (Escape from Bogen County), regia di Steven Hilliard Stern – film TV (1977)
- The Users, regia di Joseph Hardy – film TV (1978)
- Jacqueline Bouvier Kennedy, regia di Steve Gethers – miniserie TV (1981)
- La rabbia degli angeli (Rage of Angels), regia di Buzz Kulik – miniserie TV (1983)
- Viaggio sentimentale (Sentimental Journey), regia di James Goldstone – film TV (1984)
- George Washington, regia di Buzz Kulik – miniserie TV (1984)
- A casa di Babbo Natale (The Night They Saved Christmas), regia di Jackie Cooper – film TV (1984)
- Florence Nightingale, regia di Daryl Duke – film TV (1984)
- La rabbia degli angeli - La storia continua (Rage of Angels: The Story Continues), regia di Paul Wendkos – miniserie TV (1986)
- I mulini a vento degli dei (Windmills of the Gods), regia di Lee Philips – miniserie TV (1988)
- Identità bruciata (The Bourne Identity), regia di Roger Young – miniserie TV (1988)
- La resa dei conti (Settle the Score), regia di Edwin Sherin – film TV (1989)
- Christine Cromwell – serie TV, 4 episodi (1989-1990)
- Kaleidoscope (Kaleidoscope), regia di Jud Taylor – film TV (1990)
- Tradimento fatale (Lies Before Kisses), regia di Lou Antonio – film TV (1991)
- L'impossibile vendetta (The Rape of Doctor Willis), regia di Lou Antonio – film TV (1991)
- Tra le braccia del killer (In the Arms of a Killer), regia di Robert L. Collins – film TV (1992)
- Incubo dal passato (Nightmare in the Daylight), regia di Lou Antonio – film TV (1992)
- Un amore di fantasma (Love Can Be Murder), regia di Jack Bender – film TV (1992)
- Vittima e omicida (Cries Unheard: The Donna Yaklich Story), regia di Armand Mastroianni – film TV (1994)
- Album di famiglia (Family Album), regia di Jack Bender – miniserie TV (1994)
- Doppio tradimento (My Very Best Friend), regia di Joyce Chopra – film TV (1996)
- Il risveglio di Megan (Married to a Stranger), regia di Sidney J. Furie – film TV (1997)
- La mantide (Before He Wakes), regia di Michael Scott – film TV (1998)
- I tre segreti (Three Secrets), regia di Marcus Cole – film TV (1999)
- Un posto dove vivere (Navigating the Heart), regia di David Burton Morris – film TV (2000)
- Becker – serie TV, 2 episodi (2000-2001)
- The District – serie TV, 14 episodi (2002-2004)
- Hope & Faith – serie TV, 2 episodi (2004)
- Un miracolo d'amore (Ordinary Miracles), regia di Michael Switzer – film TV (2005)
- The Bonnie Hunt Show – serie TV, 1 episodio (2008)
- La storia di Farrah Fawcett (Farrah's Story), regia di Farrah Fawcett – film TV (2009)
- Law & Order - Unità vittime speciali (Law & Order: Special Victims Unit) – serie TV, episodio 11x18 (2010)
- CSI - Scena del crimine (CSI: Crime Scene Investigation) – serie TV, 2 episodi (2012)
- Quasi sposi (Bridal Wave), regia di Michael Scott – film TV (2015)
- Non è un caso (Random Acts of Christmas), regia di Marita Grabiak – film TV (2019)

## Riconoscimenti
- Golden Globe
  - 1982 – Candidatura alla miglior attrice in una mini-serie o film per la televisione per Jacqueline Bouvier Kennedy

- Hollywood Walk of Fame
  - 1989 – Stella

## Doppiatrici italiane
Nelle versioni in italiano dei suoi film, Jaclyn Smith è stata doppiata da:
- Melina Martello in Nightkill, Déjà Vu - Amore e morte, Identità bruciata, Hope & Faith
- Margherita Sestito in La rabbia degli angeli, La rabbia degli angeli - La storia continua, Vittima e omicida
- Anna Rita Pasanisi in Christine Cromwell, Tradimento fatale, I tre segreti
- Laura Boccanera in Incubo dal passato, Il risveglio di Megan, Tra le braccia del killer (ridoppiaggio)
- Cinzia De Carolis in Doppio tradimento Charlie's Angels (film), Doctor Odyssey
- Pinella Dragani in Charlie's Angels - Più che mai, The District
- Flaminia Jandolo in Charlie's Angels (serie TV)
- Renata Biserni in A casa di Babbo Natale
- Rossella Izzo in I mulini a vento degli dei
- Silvana Fantini in La resa dei conti
- Valeria Falcinelli in Tra le braccia del killer
- Roberta Pellini in Un amore di fantasma
- Roberta Greganti in Album di famiglia
- Marina Thovez in La mantide
- Isabella Pasanisi in Un miracolo d'amore
- Liliana Sorrentino in Law & Order - Unità vittime speciali
- Maria Pia Di Meo in CSI - Scena del crimine
- Alessandra Korompay in Quasi sposi
- Paola Del Bosco in Non è un caso